# أدباء مالقة
كتاب أدباء مالقة، المسمى، مطلع الأنوار ونزهة البصائر والأبصار فيما احتوت عليه مالقة من الأعلام والرؤساء والأخيار وتقييد ما لهم من المناقب والآثار، وهو من تأليف أبو بكر محمد بن محمد بن علي بن خميس المالقي، والمتوفى سنة 639 هجرية.
وهو كتاب يعرض سيرة الأدباء في مالقة ببلاد الأندلس، ويعتبر مصدر أدبي لهُ مكانته التاريخية، ويحتوي على تراجم 173 أديباً من أدباء مالقة، وأنفرد هذا الكتاب بسيرة وتراجم من لا وجود لهُ في الكتب الأخرى، وكذلك معلومات إضافية لتراجم ذكروا في كتب أخرى، واحتوى على سيرة الخلفاء والأدباء والفقهاء والشعراء وغيرهم من أهل مالقة والطارئين عليها، كما أحتوى على نصوص نثرية وقصائد شعرية غير موجودة في غيره من المصادر.

## تاريخ الكتاب
أول من بدا في تأليف هذا الكتاب هو الأديب أصبغ بن علي بن هشام المالقي (المتوفى سنة 592 هـ) وسماهُ (الإعلام بمحاسن الأعلام من أهل مالقة الكرام)، ثم بعدها ذيّل عليهِ أبو عبد الله محمد بن علي بن خضر بن هارون الغسَّاني المشهور بابن عسكر (المتوفى سنة 636 هـ) في كتابهِ (الإكمال والإتمام في صلة الإعلام بمحاسن الأعلام من أهل مالقة الكرام)، وهذا الكتاب هو صلة وتتميم لكتاب أصبغ، والذي وافته المنية ولم يكمل الذيل فأكملهُ ابن أخته أبو بكر محمد بن محمد بن علي بن خميس، في كتاب سماه (مطلع الأنوار ونزهة البصائر والأبصار فيما احتوت عليه مالقة من الأعلام والرؤساء والأخيار وتقييد ما لهم من المناقب والآثار) والمعروف حالياً بأدباء مالقة. 
وكان آخر تاريخ للوفاة ورد في الكتاب هو (سنة وفاة أبي عبد الله محمد بن عيسى بن مع النصر المومناني)، وهي سنة 638 هـ. ويذكر المؤرخ السخاوي أن كتاب ابن خميس قد انتهى في سنة تسع وثلاثين وستمائة. مما يعني أن ابن خميس كان حيّاً في هذه السنة.